# نايجل سمارت
نايجل سمارت (بالإنجليزية: Nigel Smart)‏ هو رياضياتي وعالم حاسوب بريطاني، ولد في 22 أكتوبر 1967 في إنجلترا في المملكة المتحدة.